# مونتانا، بلغارستان
مونتانا شهری در استان مونتانا کشور بلغارستان است که جمعیت آن در سال ۲۰۰۱ میلادی ۴۹٬۳۶۸ نفر بوده‌است.